# Вера Бабунска
Вера Гьошева Бабунска (на македонска литературна норма: Вера Ѓошева Бабунска) е деятелка на комунистическата съпротива във Вардарска Македония.

## Биография
Родена е на 21 март 1920 година в град Велес, тогава в Кралството на сърби, хървати и словенци. В 1935 година се включва в работническото и женското движение в града. В 1940 година става членка на Комунистическата партия на Югославия. По времена Втората световна война развива прокомунистическа дейност сред жените. В 1942 година на два пъти е затваряна от българските власти, а през декември е интернирана в Белоградчишко. В същата година повторно е осъдена на 15 години строг тъмничен затвор и лежи в Старозагорския затвор. След Деветосемтемврийския преврат в 1944 година в България е освободена и от септември се включва в бригадата „Гоце Делчев“. След войната работи като банков служител. Носителка е на Партизански медал 1941 година.
Умира на 2 ноември 1999 година в Скопие, Република Македония.